# IC 2680
IC 2680 ist eine Linsenförmige Galaxie vom Hubble-Typ S0/a im Sternbild Löwe auf der Ekliptik. Sie ist schätzungsweise 764 Millionen Lichtjahre von der Milchstraße entfernt und hat einen Durchmesser von etwa 115.000 Lichtjahren.

Im selben Himmelsareal befinden sich u. a. die Galaxien IC 2648, IC 2673, IC 2676, IC 2702.
Das Objekt wurde am 27. März 1906 von Max Wolf entdeckt.